# 馬拉加 (加利福尼亞州)
馬拉加（英語：Malaga）是位於美國加利福尼亞州弗雷斯諾縣的一個人口普查指定地區。

## 地理
馬拉加的座標為36°41′01″N 119°44′02″W / 36.68361°N 119.73389°W，而該地最高點為海拔高度90米（即295英尺）。

## 人口
根據2010年美國人口普查的數據，馬拉加的面積為0.709平方千米，當中陸地面積為0.709平方千米，而水域面積為0.000平方千米。當地共有人口947人，而人口密度為每平方千米1,335人。